# Kibessioideae
Kibessioideae, monogenerička potporodica melastomovki. Jedini rod koji mu pripada je Pternandra.

## Opis porodice
Kibessioideae, je potporodica koja se sastoji od roda Pternandra, skupine od nekih 15 vrsta drveća rasprostranjenih od južnog Tajlanda i Kine (Hainan) kroz jugoistočnu (JI) Aziju do tropske Australije i Molučkih otoka u istočnoj Indoneziji; centar raznolikosti je Borneo s kojeg je poznato 15 vrsta. Kibessioideae karakterizira niz uočljivih autopomorfija (distinktivno obilježje jedinstveno za jedan određeni takson), koje su uvijek upućivale na filogenetski izoliran položaj. U molekularnim studijama, čini se da je skupina sestrinska skupina Olisbeoideae i stoga je rangirana kao potporodica. Ekološko znanje o Kibessioideae je slabo, a tri vrste poznate su samo iz njihovih tipskih kolekcija.
Potporodica je dobila ime po rodu Kibessia, bazionim za Pternandra.

## Rodovi
1. Pternandra Jack (17 spp.)